# ابتسام إبراهيم تريسي

ابتسام إبراهيم تريسي (و. 1959 م) هي روائية سورية.

## الروايات
1. جذور ميتة، مجموعة قصصية، حائزة على الجائزة الأولى لمسابقة سعاد الصباح، 2001م
2. جبل السماق، الجزء الأول، سوق الحدادين، رواية، دار فصلت، 2004
3. نساء بلا هديل، مجموعة قصصية، الجائزة الأولى لموقع لها أون لاين الرياض.
4. ذاكرة الرماد، رواية، دار الحوار، اللاذقية، 2006
5. جبل السماق، الجزء الثاني، الخروج إلى التيه، الجائزة الأولى لمسابقة المزرعة، سوريا، صادرة عن دار العوام، دمشق، 2007
6. المعراج، رواية، عن دار العوام، 2008
7. عين الشمس، رواية، الدار العربية للعلوم، بيروت، 2010م، الرواية التي دخلت القائمة الطويلة لجائزة البوكر العربية 2010
8. غواية الماء، رواية، الدار العربية للعلوم، بيروت، 2011